# Европско првенство шест нација у рагбију 15 2024.
Европско првенство шест нација у рагбију петнаест 2024. (службени назив: 2024 Six Nations Championship) било је 130. издање овог овог такмичења.
Рагбисти Ирске су одбранили титулу првака Европе.

## Резултати
Прво коло
- Француска - Ирска 17-38
- Италија - Енглеска 24-27
- Велс - Шкотска 26-27

Друго коло
- Шкотска - Француска 16-20
- Енглеска - Велс 16-14
- Ирска - Италија 36-0

Треће коло
- Ирска - Велс 31-7
- Шкотска - Енглеска 30-21
- Француска - Италија 13-13

Четврто коло
- Италија - Шкотска 31-29
- Енглеска - Ирска 23-22
- Велс - Француска 24-25

Пето коло
- Велс - Италија 21-24
- Ирска - Шкотска 17-13
- Француска - Енглеска 33-31

## Табела
|   | Селекција | ИГ | Д | Н | И | ПД  | ПП  | ПР  | ББ | Б  |  |
| - | --------- | -- | - | - | - | --- | --- | --- | -- | -- |  |
| 1 | Ирска     | 5  | 4 | 0 | 1 | 144 | 60  | +84 | 4  | 20 |  |
| 2 | Француска | 5  | 3 | 1 | 1 | 128 | 122 | +6  | 1  | 15 |  |
| 3 | Енглеска  | 5  | 3 | 0 | 2 | 118 | 123 | -5  | 2  | 14 |  |
| 4 | Шкотска   | 5  | 2 | 0 | 3 | 115 | 115 | 0   | 4  | 12 |  |
| 5 | Италија   | 5  | 2 | 1 | 2 | 92  | 126 | -34 | 1  | 11 |  |
| 6 | Велс      | 5  | 0 | 0 | 5 | 92  | 143 | -51 | 4  | 4  |  |

| Победник Европског првенства шест нација у рагбију петнаест 2024. |
| ----------------------------------------------------------------- |
| Рагби репрезентација Ирске 16. евро титула                        |

## Статистика рагбиста и награде
Највише поена
- Томас Рамос 63 поена, Француска

Највише есеја
- Дуан ван дер Мерве 5 есеја, Шкотска
- Ден Шијан 5 есеја, Ирска

Црвени картони
- Жонатан Данти, Француска
- Пол Вилијамс, Француска

Најбољи рагбиста турнира
- Томасо Менонсело, Италија

Најбољи есеј
- Лоренцо Пани

Дрим тим 2024
Меле
- Ендру Портер, Ирска
- Ден Шијан, Ирска
- Ујини Атонијо, Француска
- Тед Бирн, Ирска
- Џо Мекарти, Ирска
- Келан Дорис, Ирска
- Мићеле Ламаро, Италија
- Вен Ерл, Енглеска

Линија
- Џејмисон Гибсон Парк, Ирска
- Фин Расел, Шкотска
- Џејмс Лов, Ирска
- Томасо Менонсело, Италија
- Бунди Аки, Ирска
- Дуан ван дер Мерве, Шкотска
- Томас Рамос, Француска

## Видео снимци
Преглед утакмице Француска - Енглеска
https://www.youtube.com/watch?v=AaYO-NKfZXc
Преглед утакмице Италија - Шкотска
https://www.youtube.com/watch?v=sD6GziPwfq4